# Джефрі Тью
Джефрі Джеймс Мілтон «Джеф» Тью (англ. Jeffrey James Milton "Jeff" Thue; нар. 25 січня 1969, Реджайна, Саскачеван, Канада) — канадський борець вільного та греко-римського стилів, бронзовий призер чемпіонату світу, чемпіон Співдружності, бронзовий призер Кубку світу, срібний призер Олімпійських ігор з вільної боротьби.

## Життєпис
Джефф Тью розпочав свою спортивну кар'єру в середній школі спочатку легкоатлетом та баскетболістом. Боротьбою почав займатися з 1984 року. Наступного року він виграв національний чемпіонат Канади серед кадетів у категорії до 78 кг і перейшов до рівня юніорів у 1986 році, де він почав виступи у важкій вазі. Він вступив до університету Саймона Фрейзера в Британській Колумбії у 1988 році та того ж року став національним чемпіоном Канади серед дорослих у суперважкій вазі. Виступав за борцівський клуб BMWC, Бернабі, Британська Колумбія. Його прорив на міжнародну сцену відбувся в 1991 році: окрім здобуття титулів у суперважкій вазі у вільній та греко-римській боротьбі на чемпіонаті Канади, він посів шосте місце в останній на чемпіонаті світу. Однак його найуспішнішим роком був 1992 рік, коли, крім захисту свого канадського титулу з вільної боротьби, він заробив срібну медаль на Літніх Олімпійських іграх у суперважкій вазі на турнірі з вільної боротьби, програвши у фіналі Брюсу Баумгартнеру зі США. У тому ж році він закінчив університет Саймона Фрейзера і незабаром пішов з активного спорту. Він став членом Зал Слави Саскачеванського спорту (1997), Канадської асоціації аматорської боротьби (2003) та Університету Саймона Фрейзера (2012).

## Спортивні результати на міжнародних змаганнях

### Виступи на Олімпіадах
| Змагання                    | Збірна | Вагова категорія           | Місце  |
| --------------------------- | ------ | -------------------------- | ------ |
| Літні Олімпійські ігри 1992 | Канада | вільна боротьба, до 130 кг | Срібло |

### Виступи на чемпіонатах світу
| Змагання                        | Збірна | Вагова категорія                  | Місце  |
| ------------------------------- | ------ | --------------------------------- | ------ |
| Чемпіонат світу з боротьби 1991 | Канада | греко-римська боротьба, до 130 кг | 6      |
| Чемпіонат світу з боротьби 1991 | Канада | вільна боротьба, до 130 кг        | Бронза |

### Виступи на Кубках світу
| Змагання                    | Збірна | Вагова категорія           | Місце  |
| --------------------------- | ------ | -------------------------- | ------ |
| Кубок світу з боротьби 1991 | Канада | вільна боротьба, до 130 кг | Бронза |

### Виступи на інших змаганнях
| Змагання                                | Збірна | Вагова категорія           | Місце  |
| --------------------------------------- | ------ | -------------------------- | ------ |
| Чемпіонат Співдружності з боротьби 1993 | Канада | вільна боротьба, до 130 кг | Золото |

### Виступи на змаганнях молодших вікових груп
| Змагання                                     | Збірна | Вагова категорія                  | Місце |
| -------------------------------------------- | ------ | --------------------------------- | ----- |
| Чемпіонат світу з боротьби серед молоді 1987 | Канада | греко-римська боротьба, до 100 кг | 4     |